# Paulo Branco
Paulo Branco, född 3 juni 1950 i Lissabon, är en portugisisk filmproducent. Han är bland annat känd för sina samarbeten med regissörerna Raúl Ruiz och Manoel de Oliveira.

## Filmer i urval
- Der Stand der Dinge (1982)
- I den vita staden (1983)
- Les trois couronnes du matelot (1983)
- La ville des pirates (1983)
- En eld i mitt hjärta (1987)
- Kannibalerna (1988)
- Triss i hjärter (1988)
- Kvinnan från Rose Hill (1989)
- Mannen som förlorade sin skugga (1991)
- Abrahams dal (1993)
- Lisbon story (1995)
- Jag är Dina (2002)
- Det är lättare för en kamel... (2003)
- Tiderna förändras (2004)
- A Few Days in September (2006)
- La vie privée (2006)
- Cztery noce z Anną (2008)
- Mistérios de Lisboa (2010)
- Cosmopolis (2012)
- De vackra dagarna i Aranjuez (2016)